# فرد دبليو. هاستينغز
فرد دبليو. هاستينغز هو سياسي أمريكي، ولد في 18 أكتوبر 1882 في أوهايو في الولايات المتحدة، وتوفي في 18 ديسمبر 1932 في سياتل في الولايات المتحدة. نشط حزبياً في الحزب الجمهوري. وقد انتخب عضو مجلس ولاية واشنطن ‏.